# Tristan Jarry
Tristan Jarry (* 29. April 1995 in Surrey, British Columbia) ist ein kanadischer Eishockeytorwart, der seit September 2013 bei den Pittsburgh Penguins in der National Hockey League unter Vertrag steht.

## Karriere

### Jugend
Tristan Jarry spielte in seiner Jugend unter anderem in der North Delta Minor Hockey Association, bevor er im Bantam Draft der Western Hockey League (WHL) an 46. Position von den Edmonton Oil Kings ausgewählt wurde. Anschließend lief er ein Jahr für die Greater Vancouver Canadians auf, bevor er fest zu den Oil Kings in die höchste Juniorenliga der Region wechselte. Bereits in seiner ersten Spielzeit in Edmonton gewann der Kanadier als zweiter Torhüter hinter Laurent Brossoit die WHL-Playoffs um den Ed Chynoweth Cup und nahm infolgedessen erstmals am Memorial Cup teil, bei dem er jedoch ohne Einsatz blieb und die Mannschaft in der Gruppenphase ausschied. Parallel dazu nahm er über den Jahreswechsel mit dem Team Canada Pacific an der World U-17 Hockey Challenge 2012 teil und erreichte dort einen fünften Rang.
In der Folgesaison 2012/13 führte Jarry die WHL nach 27 Einsätzen in Gegentorschnitt (1,61) und Fangquote (93,6 %) an und wurde im anschließenden NHL Entry Draft 2013 an 44. Stelle von den Pittsburgh Penguins berücksichtigt, die den Torwart im September mit einem Einstiegsvertrag ausstatteten. Allerdings kehrte er vorerst erwartungsgemäß nach Edmonton zurück und führte die Oil Kings in der Spielzeit 2013/14 als Stammtorhüter zu einem weiteren Ed Chynoweth Cup, bevor das Team auch den anschließenden Memorial Cup gewann. Dabei wies Jarry erneut den besten Gegentorschnitt der Liga auf (2,24) und wurde infolgedessen ins First All-Star Team der Eastern Conference gewählt. Die gleiche Ehre wurde ihm im Jahr darauf erneut zuteil, bevor er nach vier Jahren altersbedingt aus der WHL ausschied.

### NHL
Mit Beginn der Spielzeit 2015/16 wechselte Jarry somit in die Organisation der Penguins und verbrachte das Jahr bei den Wilkes-Barre/Scranton Penguins, dem Farmteam Pittsburghs, in der American Hockey League (AHL). Dort teilte er sich die Einsatzzeit zu etwa gleichen Teilen mit Matt Murray, bevor er in der folgenden Saison mit Casey DeSmith das Duo mit dem besten Gegentorschnitt bildete und die beiden daher mit dem Harry „Hap“ Holmes Memorial Award ausgezeichnet wurden. Darüber hinaus debütierte Jarry im April 2017 für Pittsburgh in der NHL, wobei es vorerst bei diesem einen Einsatz blieb. Allerdings stand er in den Playoffs 2017, ebenso wie bereits im Vorjahr, bei mehreren Spielen der Penguins als Backup im Kader und erhielt daher jeweils einen Stanley-Cup-Ring, ohne jedoch auf der Trophäe verewigt zu werden.
Im Verlauf der Saison 2017/18 erspielte sich Jarry nach dem Transfer von Antti Niemi und im Konkurrenzkampf mit Casey DeSmith einen Stammplatz im NHL-Aufgebot der Penguins, als Backup hinter Matt Murray. Im Folgejahr jedoch setzten die Penguins wieder überwiegend auf DeSmith, sodass Jarry auf nur zwei NHL-Partien kam. In der Spielzeit 2019/20 gewann Jarry diesen Konkurrenzkampf endgültig und kam auf nahezu gleiche Einsatzzeit wie Murray, wobei er Murray mit einer Fangquote von 92,1 % und einem Gegentorschnitt von 2,43 deutlich übertraf. Demzufolge unterzeichnete er im Oktober 2020 einen neuen Dreijahresvertrag in Pittsburgh, der ihm ein durchschnittliches Jahresgehalt von 3,5 Millionen US-Dollar einbringen sollte. Diesen wiederum verlängerten die Penguins im Juli 2023 um weitere fünf Jahre, wobei sein jährliches Salär auf 5,375 Millionen US-Dollar stieg. Im Trikot der Penguins erzielte Jarry am 30. November 2023 ein Empty Net Goal im Spiel gegen die Tampa Bay Lightning und wurde somit zum erst 14. Torhüter der NHL-Historie, dem ein Tor gelang.

## Erfolge und Auszeichnungen
| - 2012 Ed-Chynoweth-Cup-Gewinn mit den Edmonton Oil Kings - 2013 Teilnahme am CHL Top Prospects Game - 2014 Ed-Chynoweth-Cup-Gewinn mit den Edmonton Oil Kings - 2014 WHL East First All-Star Team - 2014 Memorial-Cup-Gewinn mit den Edmonton Oil Kings | - 2015 WHL East First All-Star Team - 2017 Teilnahme am AHL All-Star Classic - 2017 Harry „Hap“ Holmes Memorial Award (gemeinsam mit Casey DeSmith) - 2020 Teilnahme am NHL All-Star Game - 2022 Teilnahme am NHL All-Star Game |

## Karrierestatistik
Stand: Ende der Saison 2024/25

### International
Vertrat Kanada bei:
- World U-17 Hockey Challenge 2012

(Legende zur Torhüterstatistik: GP oder Sp = Spiele insgesamt; W oder S = Siege; L oder N = Niederlagen; T oder U oder OT = Unentschieden oder Overtime- bzw. Shootout-Niederlage; Min. = Minuten; SOG oder SaT = Schüsse aufs Tor; GA oder GT = Gegentore; SO = Shutouts; GAA oder GTS = Gegentorschnitt; Sv% oder SVS% = Fangquote; EN = Empty Net Goal; 1 Play-downs/Relegation; Kursiv: Statistik nicht vollständig)